# 卫星星座

GPS星座要求24颗卫星平均分布在六个轨道平面上。可以观察到地球表面的某一点能接收到卫星信号数量是如何随时间变化的。例子中的接受信号点位于美国科罗拉多州戈尔登。

卫星星座（英語：Satellite constellation），有時亦稱衛星星系，是一组人造衛星共同運作而形成的系统。与单颗卫星不同，卫星星座可以提供永久性的全球或接近全球的覆盖，这样在任何时候地球上的任何地方都至少有一颗卫星可以看到。卫星通常被放置在一组互补的轨道平面上，并与分布在全球的衛星地面站连接。它们也可以使用卫星间通信。

## 一些例子

### 卫星导航系统
- 美国：全球定位系統（GPS）
- 俄羅斯：全球導航衛星系統（GLONASS）
- 中國：北斗衛星導航系統（BDS）
- 欧洲联盟：伽利略定位系統（GALILEO）
- 印度：印度區域導航衛星系統（IRNSS）
- 日本：準天頂衛星系統（QZSS）是美國的輔助系統

### 通信卫星星座

#### 广播
- 閃電型通訊衛星 (不再运营)

#### 监测
- 铱卫星

#### 双向通讯
- 星链
- 国网星座
- 千帆星座

### 地球观测卫星
- 行星實驗室
- SPOT卫星